# Другі Ялдри
Другі Я́лдри (рос. Вторые Ялдры, чув. Уйпуç Ялтăра) — присілок у складі Шумерлинського району Чувашії, Росія. Входить до складу Юманайського сільського поселення.
Населення — 210 осіб (2010; 287 у 2002).
Національний склад:
- чуваші — 99 %